# Ambassade de Géorgie au Royaume-Uni
L'ambassade de Géorgie à Londres est la mission diplomatique de la Géorgie au Royaume-Uni. Les relations diplomatiques entre les deux pays ont été établies en 1992 et le premier ambassadeur de Géorgie, Teimuraz Mamatashvili, arrive à Londres en mai 1995. Depuis mars 2020, le poste est occupé par l'ancien député Sophio Katsarava.
La principale fonction de l'ambassade est de promouvoir l'approfondissement des relations bilatérales entre les deux Etats. Il comprend un bureau consulaire.

## Liste des ambassadeurs
- 26 mai 1995 - 16 avril 2004 : Teïmouraz Mamatsachvili
- 16 avril 2004 - 25 septembre 2006 : Amiran Kavadzé
- 25 septembre 2006 - 7 avril 2009 : Guela Tcharkviani
- 7 avril 2009 - 15 mars 2013 : Guiorgui Badridzé
- 1er septembre 2014 - 29 février 2016 : Revaz Gatchetchiladzé
- 5 avril 2017 - 1er mars 2020 : Tamar Beroutchachvili
- depuis le 1er mars 2020 : Sophio Katsarava